# ليوبومير ميهايلوفيتش
ليوبومير ميهايلوفيتش (4 سبتمبر 1943 في بلغراد) لاعب كرة قدم صربي معتزل كان يجيد اللعب في خط الدفاع . شارك مع منتخب يوغوسلافيا في بطولة كأس الأمم الأوروبية لكرة القدم 1968 التي أقيمت في إيطاليا وساهم في احتلاله المركز الثاني .

## روابط خارجية
- ليوبومير ميهايلوفيتش على موقع قاعدة بيانات كرة القدم.إي يو (الإنجليزية)
- ليوبومير ميهايلوفيتش على موقع ناشيونال فوتبول تيمز (الإنجليزية)
- ليوبومير ميهايلوفيتش على موقع عالم كرة القدم.نت (الإنجليزية)